# Solpugiba lineata
Espèce
Synonymes
- Solpuga lineata C. L. Koch, 1842
- Solpuga brevipalpus Purcell, 1899

Solpugiba lineata est une espèce de solifuges de la famille des Solpugidae.

## Distribution
Cette espèce se rencontre en Afrique du Sud et en Namibie. Elle.

## Description
Le mâle décrit par Roewer en 1934  mesure 15 mm et la femelle 22 mm.

## Publication originale
- C. L. Koch, 1842 : Systematische Übersicht über die Familie der Galeoden. Archiv fèur Naturgeschichte, vol. 1, p. 350-356 (texte intégral).